# Primeira Divisão de 1945–46
A Primeira Divisão de 1945-46 foi a 12.ª edição do Campeonato Português de Futebol.
Nesta edição o número de equipas participantes foi aumentado para 12 com a inclusão dos representantes das associações de futebol de Aveiro e Portalegre.
O Belenenses venceu o campeonato pela primeira vez na sua história.
Foi decido que na época 1946-47, se faria uma reformulação dos quadros competitivos, acabando-se com a qualificação a partir dos campeonatos regionais, passando a existir uma lógica de continuidade entre edições, e um sistema de promoções e descidas entre divisões. Assim foi decidido que na edição seguinte participariam as 10 equipas mais bem classificadas desta edição, o vencedor do Campeonato Nacional da Segunda Divisão e o o vencedor da eliminatória entre o 11º classificado da I divisão e o 2º classificado da II Divisão. Neste jogo de apuramento, o Famalicão derrotou o Boavista assegurando a participação na Primeira Divisão de 1946–47.

## Participantes
| Equipa            | Participações    | Cidade              | No campeonato desde | Época 1944/1945 |
| ----------------- | ---------------- | ------------------- | ------------------- | --------------- |
| Benfica           | 12 participações | Lisboa              | 1934/1935           | 1°              |
| Sporting          | 12 participações | Lisboa              | 1934/1935           | 2°              |
| Belenenses        | 12 participações | Lisboa              | 1934/1935           | 3°              |
| FC Porto          | 12 participações | Porto               | 1934/1935           | 4°              |
| Académica         | 12 participações | Coimbra             | 1934/1935           | 9°              |
| Vitória Setúbal   | 7 participaçőes  | Setúbal             | 1943/1944           | 5°              |
| Olhanense         | 5 participações  | Olhão               | 1941/1942           | 6°              |
| Vitória Guimarães | 5 participações  | Guimarães           | 1941/1942           | 8°              |
| Boavista          | 3 participaçőes  | Porto               | 1945/1946           | Segunda Divisão |
| Atlético          | 2 participações  | Lisboa              | 1945/1946           | Segunda Divisão |
| SL Elvas          | Estreante        | Elvas               | 1945/1946           | Segunda Divisão |
| Oliveirense       | Estreante        | Oliveira de Azeméis | 1945/1946           | Segunda Divisão |

### Equipas apuradas por Associação de Futebol
- AF Lisboa: Belenenses,Sporting, Atlético, Benfica
- AF Porto: FC Porto, Boavista
- AF Coimbra: Académica
- AF Setúbal: Vitória Setúbal
- AF Algarve: Olhanense
- AF Braga: Vitória Guimarães
- AF Portalegre: SL Elvas [a]
- AF Aveiro: Oliveirense

## Classificação

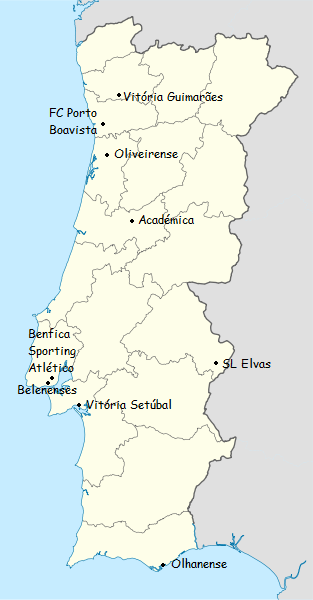
Os 12 clubes participantes

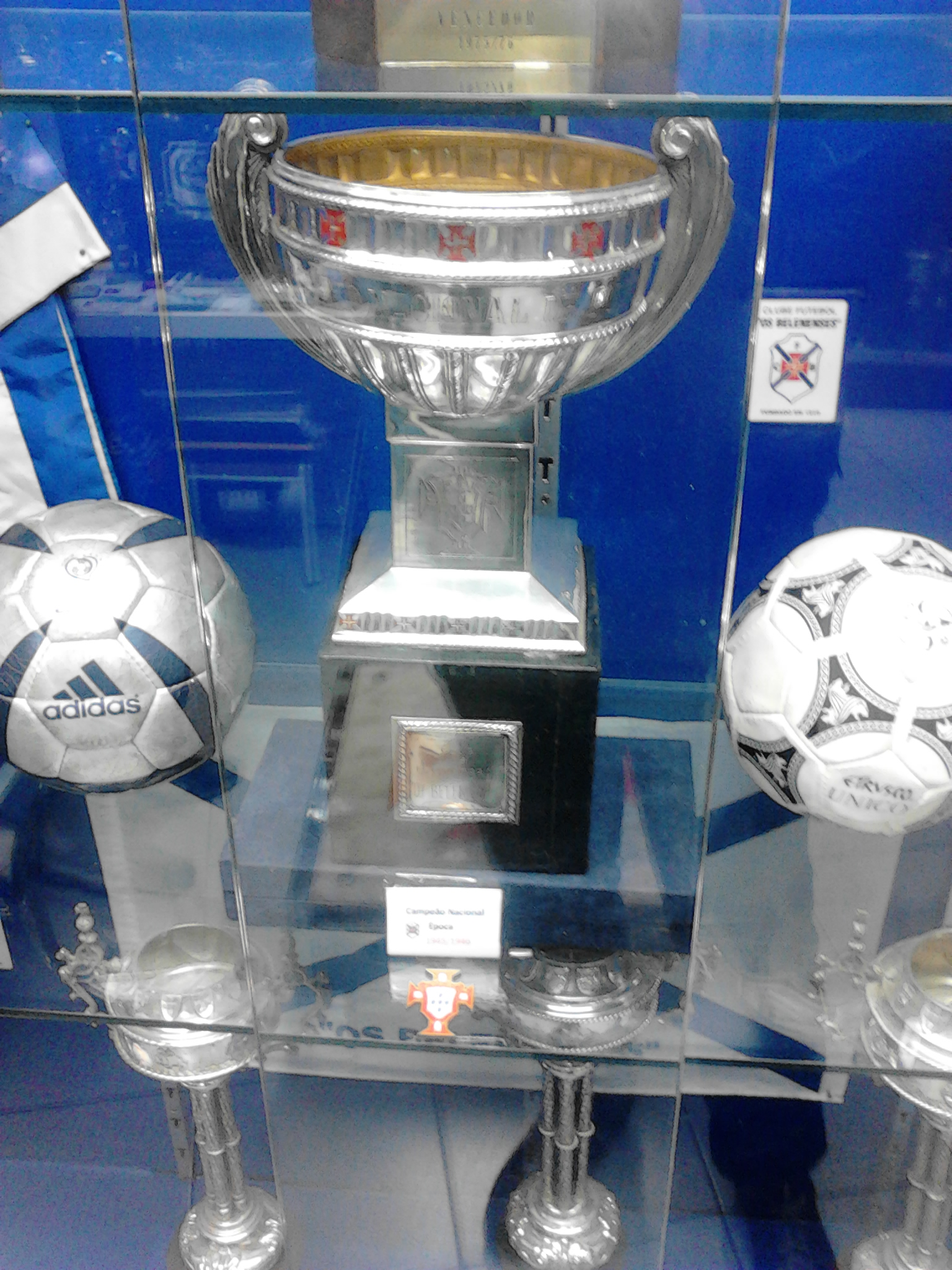
Troféu do Campeonato

| Pos | Equipa            | J  | V  | E | D  | GM | GS | Diff | Pts |
| --- | ----------------- | -- | -- | - | -- | -- | -- | ---- | --- |
| 1   | Belenenses        | 22 | 18 | 2 | 2  | 74 | 24 | +50  | 38  |
| 2   | Benfica           | 22 | 17 | 3 | 2  | 82 | 29 | +53  | 37  |
| 3   | Sporting          | 22 | 15 | 2 | 5  | 73 | 36 | +37  | 32  |
| 4   | Olhanense         | 22 | 13 | 1 | 8  | 65 | 39 | +26  | 27  |
| 5   | Atlético          | 22 | 8  | 5 | 9  | 38 | 55 | -17  | 21  |
| 6   | FC Porto          | 22 | 9  | 2 | 11 | 65 | 44 | +21  | 20  |
| 7   | Vitória Setúbal   | 22 | 8  | 2 | 12 | 47 | 59 | -12  | 18  |
| 8   | Vitória Guimarães | 22 | 8  | 2 | 12 | 39 | 52 | -13  | 18  |
| 9   | SL Elvas          | 22 | 8  | 1 | 13 | 43 | 78 | -35  | 17  |
| 10  | Académica         | 22 | 7  | 2 | 13 | 51 | 76 | -25  | 16  |
| 11  | Boavista          | 22 | 6  | 0 | 16 | 39 | 73 | -34  | 12  |
| 12  | Oliveirense       | 22 | 3  | 2 | 17 | 22 | 73 | -51  | 8   |

|  | Equipas apuradas para a edição seguinte |
|  | Jogo apuramento I Divisão               |
|  | Equipa despromovida                     |

## Calendário
|                   | BL  | BF  | SP  | OL  | AT   | PT  | VS  | VG  | EV  | AC  | BV  | OV   |
| Belenenses        |     | 1-0 | 2-1 | 6-0 | 2-2  | 3-2 | 3-2 | 5-1 | 5-2 | 7-0 | 6-1 | 10-0 |
| Benfica           | 2-0 |     | 7-2 | 2-1 | 5-0  | 4-0 | 1-1 | 4-1 | 5-1 | 7-1 | 4-2 | 7-2  |
| Sporting          | 1-1 | 4-3 |     | 1-0 | 2-1  | 1-0 | 2-3 | 2-3 | 5-2 | 6-1 | 7-1 | 3-0  |
| Olhanense         | 2-0 | 1-2 | 0-4 |     | 3-0  | 3-1 | 2-0 | 5-2 | 8-1 | 4-2 | 5-0 | 8-1  |
| Atlético          | 2-4 | 1-1 | 1-4 | 2-1 |      | 2-1 | 4-2 | 2-2 | 3-1 | 2-1 | 4-1 | 1-1  |
| FC Porto          | 0-1 | 2-3 | 0-2 | 3-4 | 11-0 |     | 2-2 | 3-2 | 9-2 | 8-1 | 3-1 | 4-1  |
| Vitória Setúbal   | 1-4 | 1-4 | 0-7 | 3-2 | 3-1  | 1-4 |     | 3-1 | 5-0 | 2-3 | 5-0 | 3-1  |
| Vitória Guimarães | 2-4 | 1-4 | 2-4 | 2-2 | 2-1  | 1-2 | 3-2 |     | 5-0 | 2-1 | 3-1 | 1-0  |
| SL Elvas          | 1-2 | 0-4 | 2-6 | 2-1 | 1-2  | 3-3 | 5-2 | 4-2 |     | 4-3 | 6-3 | 3-0  |
| Académica         | 1-3 | 3-3 | 5-5 | 1-3 | 2-3  | 2-1 | 3-5 | 2-0 | 5-1 |     | 5-2 | 6-1  |
| Boavista          | 1-4 | 2-4 | 1-0 | 2-7 | 4-3  | 3-2 | 5-1 | 0-1 | 0-1 | 5-0 |     | 3-0  |
| Oliveirense       | 0-1 | 2-6 | 1-4 | 2-3 | 1-1  | 2-4 | 2-0 | 1-0 | 0-1 | 2-3 | 2-1 |      |

## Melhores Marcadores
Fernando Peyroteo futebolista natural de Angola, ao serviço do Sporting Clube de Portugal, foi o melhor marcador da época, tendo marcado 39 golos.
| # | Jogador                   | Clube           | Golos |
| 1 | Peyroteo                  | Sporting        | 39    |
| 2 | Correia Dias              | Porto           | 25    |
| 3 | Salvador Carmo dos Santos | Olhanense       | 18    |
| 3 | António Araújo            | Porto           | 18    |
| 3 | Cardoso Pereira           | Vitória Setúbal | 18    |
| 3 | Rogério Pipi              | Benfica         | 18    |

## Promoção época 1946–47

### Classificação Final II Divisão
Classificação fase final
| Pos | Equipa           |
| --- | ---------------- |
| 1   | Estoril          |
| 2   | Famalicão        |
| 3   | União de Coimbra |
| 4   | Portimonense     |

|  | Campeão Nacional II Divisão |
|  | Jogo apuramento I Divisão   |

### Jogo apuramento I Divisão
| 30 Junho 1946 | Famalicão | 3 – 2 | Boavista | Estádio do Varzim Sport Club, Póvoa de Varzim |
|               |           |       |          |                                               |

- Famalicão apurado para Primeira Divisão de 1946–47

## Campeão
| Primeira Divisão 1945-46 |
| ------------------------ |
| Belenenses 1° título     |